# Кичанова-Лифшиц, Ирина Николаевна
Ирина Николаевна Кичанова-Лифшиц (1918, Москва, РСФСР, СССР — 1999, там же, Россия) — советский и российский художник, литератор, жена и соавтор поэта Владимира Лифшица, автор книги воспоминаний «Прости меня за то, что я живу…».

## Биография
Родилась в 1918 году в Москве. В 1939—1941 годах занималась в мастерской художника Владимира Лебедева и в художественной студии у Николая Лапшина в Ленинграде. C 1945 года участвовала в выставках.
Работала преимущественно как график, предпочитая жанры пейзажа, портрета, интерьера, натюрморта. Занималась сценографией, принимала участие в оформлении кинофильмов, делала иллюстрации для журналов «Костер» и «Ленинград». Соавтор (совместно с Владимиром Лифшицем) сборников пьес и клоунад «Петушков из Гребешкова» (1973) и «Лес не без добрых зверей» (1978).

Могила супругов Лифшиц на Переделкинском кладбище

Была замужем за композитором Никитой Богословским, художником Владимиром Лебедевым, затем за поэтом Владимиром Лифшицем.
Умерла в Москве в 1999 году. Похоронена на Переделкинском кладбище рядом с Владимиром Лифшицем.

## Книги
- Ирина Кичанова-Лифшиц. Прости меня за то, что я живу. — Нью-Йорк: Cllalidze Publications, 1982. — 165 с.
- Владимир Лифшиц, Ирина Кичанова. Лес не без добрых зверей / Иллюстратор: Александр Кошкин. — Авторский сборник. — М.: Детская литература, 1978. — 176 с. — 100 000 экз.
- Владимир Лифшиц, Ирина Кичанова. Петушков из Гребешкова. — М.: Детская литература, 1973. — 176 с. — 100 000 экз.